# Микуличі (Брагінський район)
Микуличі (біл. аграгарадок Мікулічы) — агромістечко в складі Брагінського району розташоване в Гомельській області Білорусі. Агромістечко підпорядковане Бурковській сільській раді і в ньому мешкає 244 особи (2004). До 2000 року село мало окрему сільську раду з кількома приналежними селами, але через зменшення кількості населення та інші чинники її було скорочено й село приєднали бо Бурковської сільради.
Агромістечко Микуличі розташоване на південному сході Білорусі, у південній частині Гомельської області, неподалік від районного центру Брагіна (за 14 кілометрів західніше).

## Відомі люди
- Крисенко Тихон Костьович — полковник Дієвої Армії УНР.